# 土地開発公社
土地開発公社（とちかいはつこうしゃ）とは、日本において、地方公共団体が地域の秩序ある整備を図るために必要な公有地となるべき土地等の取得及び造成その他の管理等を行わせるため、単独で、又は他の地方公共団体と共同して設立することができる法人である（公有地の拡大の推進に関する法律第10条第1項）。基本的事項については、1972年に制定された公有地の拡大の推進に関する法律（昭和47年6月15日法律第66号）に規定されている。
2022年4月1日現在、土地開発公社は595公社存在している。ピークの1999年当時は1,597公社存在していた。

## 設立
地方公共団体が、土地開発公社を設立しようとするときは、その議会の議決を経て定款を定め、都道府県（都道府県の加入する一部事務組合又は広域連合を含む。）又は都道府県及び市町村が設立しようとする場合にあつては主務大臣、その他の場合にあつては都道府県知事の認可を受けなければならない （公有地の拡大の推進に関する法律第10条第2項）。

## 法人格
土地開発公社は法人とし（公有地の拡大の推進に関する法律第11条）、その名称中に土地開発公社という文字を使用しなければならず、土地開発公社でないものは、土地開発公社という文字を使用してはならない（公有地の拡大の推進に関する法律第12条第1項、第2項）ことが規定されている。

## 出資
土地開発公社への出資については、地方公共団体のみに限られ、基本財産の2分の1以上に相当する資金その他の財産を出資しなければならない（公有地の拡大の推進に関する法律第13条第1項、第2項）。

## 業務の範囲
土地開発公社は、公有地の拡大の推進に関する法律第10条第1項の目的を達成するため、次に掲げる業務の全部又は一部を行うものとする（公有地の拡大の推進に関する法律第17条第1項）。 
- 一 　次に掲げる土地の取得、造成その他の管理及び処分を行うこと。

イ　公有地の拡大の推進に関する法律第四条第一項又は第五条第一項に規定する土地
ロ　道路、公園、緑地その他の公共施設又は公用施設の用に供する土地
ハ　公営企業の用に供する土地
ニ　都市計画法第四条第七項 に規定する市街地開発事業その他政令で定める事業の用に供する土地
ホ　イからニまでに掲げるもののほか、地域の秩序ある整備を図るために必要な土地として政令で定める土地
- 二 　住宅用地の造成事業その他土地の造成に係る公営企業に相当する事業で政令で定めるものを行うこと。
- 三 　前2号の業務に附帯する業務を行うこと。

土地開発公社は、前項の業務のほか、当該業務の遂行に支障のない範囲内において、次に掲げる業務を行なうことができる（公有地の拡大の推進に関する法律第17条第2項）。 
- 一 　前項第1号の土地の造成（一団の土地に係るものに限る。）又は同項第2号の事業の実施とあわせて整備されるべき公共施設、又は公用施設の整備で地方公共団体の委託に基づくもの及び当該業務に附帯する業務を行なうこと。
- 二 　国、地方公共団体その他公共的団体の委託に基づき、土地の取得のあっせん、調査、測量その他これらに類する業務を行なうこと。

土地開発公社は、公有地の拡大の推進に関する法律第17条第1項第1号ニに掲げる土地の取得については、地方公共団体の要請をまって行うものとする（公有地の拡大の推進に関する法律第17条第3項）。 
土地開発公社は、その所有する土地を公有地の拡大の推進に関する法律第17条第1項第1号ニに掲げる土地として処分しようとするときは、関係地方公共団体に協議しなければならない。ただし、前項の要請に従って処分する場合は、この限りでない（公有地の拡大の推進に関する法律第17条第4項）。 
公有地の拡大の推進に関する法律第17条第3項の要請及び前項の協議に関し必要な事項は、政令で定める（公有地の拡大の推進に関する法律第17条第5項）。

## 経営問題
- 赤池町や夕張市は、土地開発公社の経営破綻により財政再建団体に転落。
- 三浦市土地開発公社は、約100億円以上の赤字を抱えて土地開発公社清算（三セク債転換）。
- 当別町土地開発公社は、2億6千万の赤字を抱えて土地開発公社清算。
- 横浜市土地開発公社は、1746億円の債務を抱えて土地開発公社清算（三セク債転換）。

以下に債務超過額の多い公社を挙げる。
- 草加市土地開発公社は、45.2億円の債務超過[2]。
- 安中市土地開発公社は、17.9億円の債務超過[2]。
- 伊丹市土地開発公社は、17.4億円の債務超過[2]。
- 池田市土地開発公社は、14.4億円の債務超過[2]。
- 石狩市土地開発公社は、10.8億円の債務超過[2]。
- 茨城県土地開発公社は、9.5億円の債務超過[2]。
- 八潮市土地開発公社は、5.2億円の債務超過[2]。

## その他の主な土地開発公社
- 和歌山県土地開発公社
- 山梨県土地開発公社 (山梨県地域整備公社)
- 三重県土地開発公社
- 北海道土地開発公社
- 千歳市土地開発公社 - 千歳第3工業団地など運営。2014年3月解散。
- 滝川市土地開発公社 - ニュータウンせせらぎ等
- 岩手県土地開発公社 - 星の駅団地等
- 足立区土地開発公社 - 日暮里・舎人ライナー建設。
- 井原市土地開発公社 - 四季が丘団地 等
- 大分県土地開発公社（大分県地域づくり機構に統合）
- 岡山市土地開発公社 - 旧国鉄岡山操車場跡地所有
- 広島県土地開発公社 - 広島観音マリーナリゾート部分を委託。
- 青森市土地開発公社
- 塩尻市土地開発公社
- 奈良県土地開発公社 - テクノパーク・なら等
- 大阪府土地開発公社
- 千葉県土地開発公社 - 千葉土気緑の森工業団地等
- 石川県土地開発公社 - いしかわサイエンスパーク等。 2014年3月解散。
- 岐阜県土地開発公社 - 美濃テクノパーク等
- 交野市土地開発公社
- 香南市土地開発公社
- 名古屋市土地開発公社 - 白鳥貯木場等
- 宮城県土地開発公社
- 茨城県土地開発公社
- 小田原市土地開発公社
- 舞鶴市土地開発公社 - 喜多工業団地等
- 富山市土地開発公社
- 那覇市土地開発公社
- 沖縄県土地開発公社 - 豊崎タウン等
- 福岡県土地開発公社
- 前橋市土地開発公社 - 2014年3月解散。
- 藤井寺市土地開発公社
- 静岡県土地開発公社
- 沼津市土地開発公社- 2023年3月31日解散
- 大垣市土地開発公社
- 藤沢市土地開発公社
- 木更津市土地開発公社
- 岡崎市土地開発公社
- 葉山町土地開発公社
- 豊田市土地開発公社
- 湯河原町土地開発公社
- 宇部市土地開発公社
- 大船渡市土地開発公社 - 大船渡港等
- 鷹栖町土地開発公社 - シンフォニータウン等
- 板倉町土地開発公社 - ふれあいタウンちよだ等
- 守谷市土地開発公社
- 下関市土地開発公社
- 松江市土地開発公社
- 姫路市土地開発公社 - 都市計画事業北部副都心等。2013年度解散。
- 加西市土地開発公社 - 2013年度解散。
- 三田市土地開発公社 - 2012年度解散。
- 取手市土地開発公社
- 愛媛県土地開発公社